# Lacus Bonitatis
El Lacus Bonitatis (en latín "Lago de la Bondad") es un pequeño mar lunar que se encuentra situado al noroeste del prominente cráter Macrobius. Al norte del lago se encuentran los Montes Taurus.
Este lago es un área irregular de lava basáltica, con bordes desiguales, orientación noreste-suroeste y un diámetro máximo de 122.1 km.
El nombre del lago fue aprobado por la Unión Astronómica Internacional en 1976.